# 더 울프 아워
《더 울프 아워》(영어: The Wolf Hour)는 2019년 공개된 미국과 영국의 심리 스릴러 영화이다. 앨리스터 뱅크스 그리핀이 연출과 각본을 맡고, 나오미 와츠, 에머리 코언, 제니퍼 일리, 켈빈 해리슨 주니어, 브레넌 브라운 등이 출연하였다.
2019년 1월 26일 제35회 선댄스 영화제에서 전 세계 최초로 공개되었으며, 2019년 12월 6일 브레인스톰 미디어를 통해 일반 극장 개봉하였다.

## 줄거리
샘의 아들이 벌인 연쇄 살인으로 분위기가 흉흉하던 1970년대 여름 뉴욕. 가족들은 준이 아버지를 연상시키는 인물을 부정적으로 묘사한 소설을 내면서 논란 중심에 서자 의절하였고, 아버지는 곧 심근 경색으로 사망하였다.
이후 불안장애, 공황발작에 시달리게 된 준은 외부와 연락을 끊었으며, 한 아파트 4층에 위치한 돌아가신 할머니 집에서 스스로 갇혀 지내고 있다. 언젠가부터 인터폰이 울려 밖을 내다보면 아무도 없는 괴롭힘이 반복돼 경찰에 문의하자 출동한 순경은 보호를 대가로 성관계를 요구한다. 분노한 준은 욕설을 내뱉는다.
욕구 불만에 시달리던 준은 맞은편 건물 이웃이 성관계하는 모습을 훔쳐보며 자위하고, 결국 남창 빌리를 부른다. 함께 잠자리를 가진 뒤 빌리는 두려움을 정면으로 응시해 극복했던 본인 일화를 공유한다. 그대로 하룻밤 머무르게 된 빌리는 밤중에 인터폰 소리를 듣고 깨어나 아래층에 내려가지만 아무도 없는 걸 확인한다. 빌리는 어쩌면 이게 준을 밖에 나가게 하려는 부름("calling")인지도 모른다고 말한다.
다음날 아침 준은 글길이 막히는 증상이 끝난 것을 발견한다. 준은 집에 식료품 정기 배달을 오는 프레디를 시켜 새로 완성한 소설을 출판사에 배달시킨다. 하지만 출판사 수표를 갖고 돌아와야할 프레디는 소식이 없다.
밤이 되자 인근에서 정전, 폭동, 약탈이 일어나고, 준은 바깥을 내다보다가 프레디로 보이는 남자가 경찰관에게 얻어맞는 장면을 포착한다. 준은 신체적, 심리적 거부감을 억누르며 억지로 아파트 밖으로 나가 쓰러진 남자 얼굴을 마주하고 프레디가 아니라는 걸 확인한다. 그대로 준은 용기를 내어 골목을 걸어나가고 아침해가 떠오른다.
영화는 새 소설을 낸 준이 방송 인터뷰를 갖고, 소설 주인공이 준 본인이냐는 질문에 의미심장한 미소를 짓는 모습으로 끝을 맺는다.

## 출연
- 나오미 와츠 - 준 리 역
- 에머리 코언 - 빌리 역
- 제니퍼 일리 - 마고, 친구 역
- 켈빈 해리슨 주니어 - 프레디 역
- 브레넌 브라운 - 핸스 역